# 直覺 (楊千嬅專輯)
《直覺》是香港女歌手楊千嬅的第二張個人粵語大碟，亦為香港回歸前其最後個人大碟，於1997年6月13日由華星唱片發行。這唱片一共收錄了11首歌，當中包括了《直覺》、《友誼萬歲》、《再見二丁目》等，而其主打歌之一的《再見二丁目》在當年深受大眾歡迎，為楊千嬅打造少女形象，由林夕填詞，林夕曾說楊千嬅是他身上的一塊肉，他將寫得最好的詞全都給她，更為她度身訂造歌詞，《再見二丁目》為其歌唱事業製造了踏腳石，使她首次奪得無綫電視《勁歌金榜》的冠軍歌及《勁歌金曲第三季季選》的歌曲獎。而楊千嬅於首兩張個人專輯均有收錄其親自作曲的作品。

## 曲目
| 曲序     | 曲目                       |          | 作曲     | 编曲     | 製作人        | 时长  |
| -------- | -------------------------- | -------- | -------- | -------- | ------------- | ----- |
| 1.       | 慈善情人                   | 黃偉文   | 柯貴民   | 谷中仁   | 谷中仁        | 3:44  |
| 2.       | 直覺                       | 何秀萍   | 陳小霞   | 蔡德才   | 蔡德才        | 4:21  |
| 3.       | 友誼萬歲                   | 黃偉文   | 馮正     | 方樹樑   | 方樹樑        | 3:58  |
| 4.       | 薄荷味                     | 陳少琪   | 方樹樑   | 方樹樑   | 方樹樑        | 4:01  |
| 5.       | 情願                       | 周禮茂   | 雷頌德   | 雷頌德   | 周禮茂 劉永堅 | 3:34  |
| 6.       | 乾脆                       | 周禮茂   | 劉永堅   | 劉永堅   | 周禮茂 劉永堅 | 4:31  |
| 7.       | 缺陷美                     | 馮正     | 馮正     | 梁基爵   | 蔡德才        | 4:04  |
| 8.       | 想偷你                     | 林夕     | 李伯健   | 方樹樑   | 方樹樑        | 3:17  |
| 9.       | 再見二丁目                 | 林夕     | 逸堯     | 谷中仁   | 谷中仁        | 3:56  |
| 10.      | 直覺（Easy Listening Mix） | 何秀萍   | 陳小霞   | 蔡德才   |               | 4:55  |
| 11.      | 字跡                       | 李敏     | 楊千嬅   | 谷中仁   | 谷中仁        | 3:38  |
| 总时长： | 总时长：                   | 总时长： | 总时长： | 总时长： | 总时长：      | 44:05 |

## 獎項
- 新城勁爆流行曲季選 - 得獎歌曲〈再見二丁目〉
- 勁歌金曲第三季季選 - 得獎歌曲〈再見二丁目〉
- 廣州第三季季選 - 得獎歌曲〈直覺〉
- 廣州全年總選十大歌曲〈直覺〉